# Cocido lebaniego
Le cocido lebaniego est une spécialité culinaire typique de Liébana, en Cantabrie dans le nord de l'Espagne. C'est une sorte de pot-au-feu composé de pois chiches de la ville de Potes, pommes de terre, chou cavalier ou chou cabus auxquels se rajoute de la viande de porc issue du matacíu del chon, (chorizo, morcilla (sorte de boudin noir), lard, os de jambon), de la viande de bovin (bœuf, cecina, jarret) et une farce composée de mie de pain, œufs, chorizo et persil.

## Caractéristiques
C'est un plat lourd, riche en apport calorique, motif pour lequel il est de coutume de le manger comme plat unique, le dégustant premièrement comme soupe, puis les pois chiches et pommes de terre et en dernier lieu la viande et la farce.